# Journal Citation Reports
Journal Citation Reports – lista czasopism naukowych, publikowana corocznie przez Clarivate Analytics. Zawiera szereg wskaźników charakteryzujących znaczenie danego czasopisma, np. Impact Factor, Eigenfactor i Article Influence. Pierwotnie JCR była publikowana jako część Science Citation Index tworzonego przez Institute for Scientific Information w Filadelfii. Artykuły z czasopism znajdujących się na liście JCR indeksowane są w bazie Web of Science, także prowadzonej przez Clarivate.
W Polsce popularnym określeniem JCR jest lista filadelfijska. Pojęcie to wprowadził w 1998 roku Andrzej Kajetan Wróblewski. Bywa ono również stosowane do bardziej obszernego zestawienia – Master Journal List. Wpływ na drugie znaczenie miał trudniejszy dostęp do JCR w początkowych latach funkcjonowania określenia.